# Les 30 journées qui ont fait le Québec
Les 30 journées qui ont fait le Québec est une émission de télévision québécoise en trente épisodes de 47 minutes diffusée à partir du 31 janvier 2000 sur Historia, dans le cadre du lancement de la chaîne. La série documentaire, qui obtient parmi les meilleures cotes d'écoute d'Historia lors de sa première année d'existence, est présentée par l'historien Jean Provencher.

## Concept
À l'aide de documents d'archives, d'entrevues et de films, Les 30 journées qui ont fait le Québec explore trente journées ayant marqué la société québécoise, constituant un survol général de l'histoire du Québec. Se concentrant sur la période du 20e siècle, chaque épisode retrace en moins d'une heure l'impact d'événements fondateurs sur les décennies qui ont suivi.

## Épisodes
La série est composée de trente épisodes, chacun consacré à un événement spécifique de l'histoire québécoise :

### 1900-1920
- Le 6 décembre 1900 : Alphonse Desjardins fonde la Caisse populaire de Lévis. Desjardins fonde la première Caisse populaire, coopérative d'épargne et de crédit. Cette initiative deviendra une grande réussite collective au Québec.
- Le 3 novembre 1908 : Un Québécois devient gouverneur américain. Aram J. Pothier, un franco-américain originaire de Yamachiche en Mauricie, est élu gouverneur de l'état du Rhode Island.
- Le 10 janvier 1910 : La naissance du Devoir. Le quotidien Le Devoir est créé, devenant rapidement un monument national et une institution liée à l'histoire du Québec - notamment grâce à trois de ses directeurs : Henri Bourassa, Gérard Filion et Claude Ryan.
- Le 29 avril 1914 : Le Québec colonise sa dernière frontière. L'abbé Ivanhoé Caron, de concert avec des hommes ayant accepté de le suivre, colonise l'Abitibi, dernière frontière du Québec.
- Le 24 juillet 1917 : La loi de la conscription. Le vote d'une Loi de la conscription divise le pays, faisant éclater dans la capitale québécoise des émeutes qui mèneront à la mort de quatre citoyens.

### 1921-1930
- Le 1er octobre 1924 : Les agriculteurs prennent leur destin en mains. Soutenus par le clergé mais désapprouvés par le gouvernement de Louis-Alexandre Taschereau, des milliers d'agriculteurs québécois décident de fonder l'Union catholique des cultivateurs.
- Le 1er mars 1927 : Le Québec perd le Labrador. La décision rendue par les lords-juges du Conseil privé de Londres de reconnaître les droits de Terre-Neuve sur le Labrador est jugée controversée, et comporte de nombreuses conséquences historiques.

### 1931-1940
- Le 17 août 1936 : Maurice Duplessis s'empare du pouvoir. Une ruse habile permet à Maurice Duplessis de mettre fin à quelque 40 années de gouvernance libérales. Cependant, ses concitoyens sont rapidement désillusionnés par le nouveau premier ministre.
- Le 25 avril 1940 : Les Québécoises acquièrent le droit de vote. Contre le primat de l'Église québécoise, le Bill Godbout (du nom du premier ministre de l'époque) est adopté, accordant aux femmes le droit de vote.

### 1941-1950
- Le 27 avril 1942 : Le Québec dit encore non à la conscription.
- Le 14 avril 1944 : Hydro-Québec voit le jour. Le lieutenant-gouverneur du Québec Eugène Fiset sanctionne la Loi 17, qui autorise le gouvernement à procéder à la nationalisation de la Montreal Light, Heat and Power Company, qui deviendra Hydro-Québec.
- Le 8 août 1944 : La revanche de Duplessis. Devenant le vingtième premier ministre du Québec, Maurice Duplessis ne relâchera sa prise sur la province qu'à son décès à l'automne 1959.
- Le 21 juillet 1945 : La consécration de Bonheur d'occasion. La consacration du roman Bonheur d'occasion de Gabrielle Roy par un critique littéraire de 'La Presse aura une grande influence sur l'édition littéraire québécoise.
- Le 13 février 1949 : Le déclenchement de la grève d'Asbestos. Au moment où ils déclenchent la grève, les mineurs d'Asbestos ignorent qu'elle deviendra l'une des plus célèbres de l'histoire du Québec et qu'elle aura des répercussions dans tout le Canada.

### 1951-1960
- Le 6 septembre 1952 : Les débuts de la télévision canadienne. La télévision (avec la naissance de Radio-Canada) aura une importance capitale dans l'identité québécoise : elle contribuera à refléter une histoire et une réalité jusque-là inédites.
- Le 15 janvier 1953 : Paul-Émile Léger devient prince d'une église à son apogée. Couronné cardinal, Mgr Léger fait vivre à l'Église québécoise l'un des derniers grands moments de son épopée nord-américaine.
- Le 22 juin 1960 : Le déclenchement de la Révolution tranquille. L'élection de Jean Lesage, René Lévesque et Paul Gérin-Lajoie annonce une période d'exaltation sans précédent pour les Québécois.

### 1961-1970
- Le 10 septembre 1965 : L'envol des trois colombes pour Ottawa. Jean Marchand, Gérard Pelletier et Pierre Elliott Trudeau, surnommés les trois colombes, sont élus au fédéral sous la bannière du Parti libéral du Canada.
- Le 27 avril 1967 : Inauguration de l'exposition universelle de Montréal. C'est notamment grâce à l'Exposition, la plus grande tenue jusqu'alors, que Montréal accède au statut de ville internationale.
- Le 28 mai 1968 : La première de L'Osstidcho. Prenant l'affiche au Théâtre de Quat'Sous, mettant notamment en vedette Claudine Monfette, Louise Forestier, Robert Charlebois et Yvon Deschamps, l'Osstidcho révèle une dimension jusque-là inconnue de l'humour québécois.
- Le 28 août 1968 : La première des Les Belles-sœurs. Le Théâtre du Rideau vert présente la première pièce de l'auteur Michel Tremblay, créant d'importants remous au sein de la société canadienne-française.
- Le 4 décembre 1968 : Le Québec se dote d'un ministère de l'Immigration. Créé par le gouvernement de l'Union nationale de Jean-Jacques Bertrand, le ministère québécois de l'Immigration vise à assurer l'intégration des nouveaux arrivants au sein d'un milieu francophone fragile.
- Le 5 octobre 1970 : Le déclenchement de la Crise d'octobre. De jeunes Montréalais kidnappent l'attaché commercial britannique James Richard Cross, générant l'un des moments les plus tragiques de l'histoire québécoise.
- Le 1er novembre 1970 : L'assurance-maladie entre en vigueur au Québec. Le ministre libéral Claude Castonguay annonce l'entrée en vigueur d'un régime universel d'assurance-maladie - malgré une forte résistance des médecins et professionnels du milieu.

### 1971-1980
- Le 17 juillet 1976 : Les Jeux olympiques s'ouvrent à Montréal. À 15 heures pile débute la cérémonie d'ouverture des Jeux Olympiques de Montréal, sous les yeux d'une foule réunie au nouveau Stade olympique.
- Le 15 novembre 1976 : Le Parti québécois prend le pouvoir. Élu avec une majorité inattendue de sièges malgré une minorité des suffrages, le parti de René Lévesque est élu au Québec.
- Le 26 août 1977 : La loi 101 est adoptée. La Charte de la langue française est votée à l'Assemblée nationale, freinant sensiblement une insécurité linguistique de la société québécoise.
- Le 20 mai 1980 : Les Québécois disent non à la souveraineté. Plus de quatre millions de citoyens québécois doivent se prononcer sur l'avenir constitutionnel de leur province.

### 1981-1990
- Le 15 octobre 1983 : Le retour de Robert Bourassa.
- Le 11 juillet 1990 : La crise d'Oka. Une centaine de policiers de la Sûreté du Québec prennent d'assaut les barricades dressées par les Mohawks sur un chemin de terre d'Oka.